# Mnemea javanica
Mnemea javanica är en skalbaggsart som beskrevs av Stefan von Breuning 1938. Mnemea javanica ingår i släktet Mnemea och familjen långhorningar. Inga underarter finns listade i Catalogue of Life.